# Oleśnica (Chodzież)
Pour les articles homonymes, voir Oleśnica (homonymie).
Oleśnica (prononciation : [ɔlɛɕˈnit͡sa]) est un village polonais de la gmina de Chodzież dans le powiat de Chodzież de la voïvodie de Grande-Pologne dans le centre-ouest de la Pologne.
Il se situe à environ 4 kilomètres à l'ouest de Chodzież (siège de la gmina et du powiat) et à 67 kilomètres au nord de Poznań (capitale de la Grande-Pologne).
Le village possédait une population de 357 habitants en 2006.

## Histoire
De 1975 à 1998, le village faisait partie du territoire de la voïvodie de Piła.

Depuis 1999, Oleśnica est situé dans la voïvodie de Grande-Pologne.